# 싼리툰

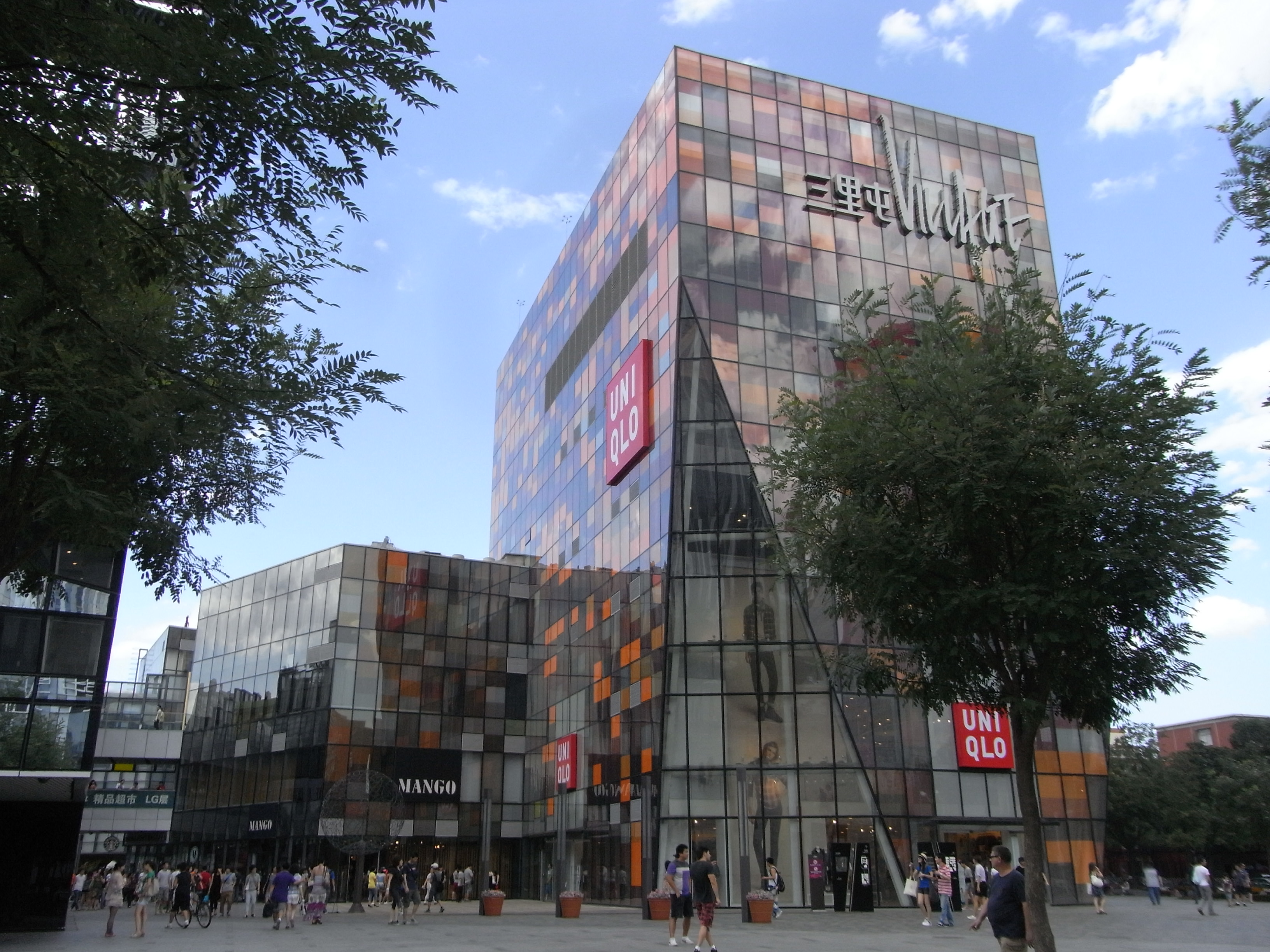
싼리툰

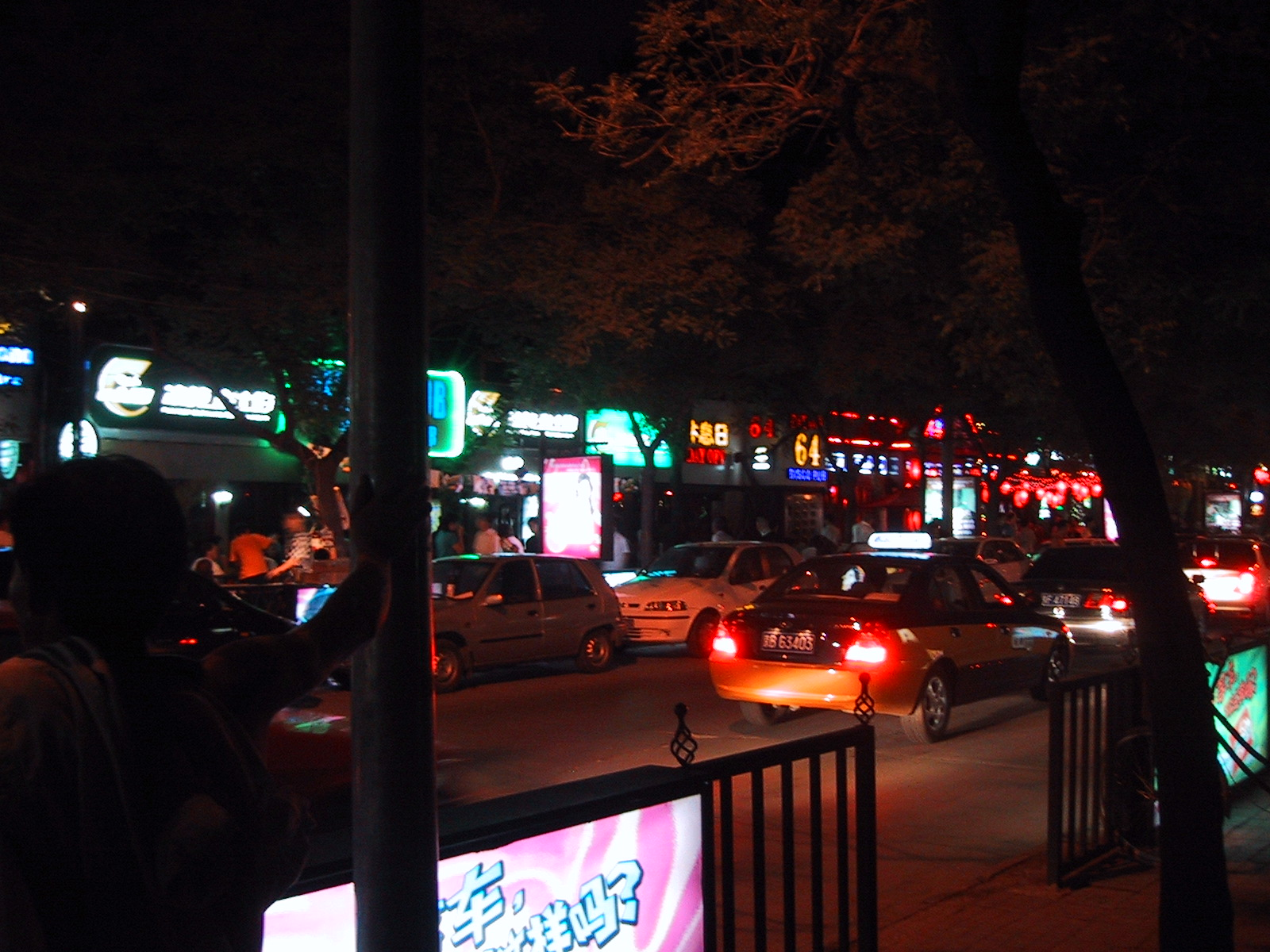
싼리툰의 야경 (2005)

싼리툰(三里屯)은 중국 베이징 차오양 구에 있는 지구로 유럽풍 바, 카페가 밀집되어 있다. 싼리툰 거리는 베이징 시 서삼환로(西三環路) 장홍교(長虹橋) 서쪽에 위치한 카페, 바 밀집거리이다.

## 구성
싼리툰은 260미터의 메인거리를 중심으로 30여개의 개성있는 카페와 바가 모여있으며 캐나다, 이탈리아, 프랑스, 독일 등을 포함한 79개 국가의 대사관이 모여있다.

## 특징
싼리툰은 베이징의 유명한 특색거리로서 베이징의 클럽의 집중지라고 할 수 있다, 심지어 어느 외국 대사관은 주소를 싼리툰 로(三里屯路)에서 싼리툰 주파가(三里屯酒吧街) 즉, 싼리툰 바 거리라는 의미의 주소로 고쳤을 정도다.
이곳에서는 매일밤 9시 이후 밴드와 가수들의 라이브 공연을 볼 수 있다, 매일같이 수많은 외국인들 뿐 아니라 젊은 중국인들의 모임장소로 애용되어서 베이징에 있는 외국인이라면 거의 모르는 사람이 없는 곳이다.
이 거리의 영업시간은 매일 늦은 오후부터 다음날 새벽까지 이어진다.